# USS Thomas Hudner (DDG-116)
USS Томас Хаднер (DDG-116) —  ескадрений міноносець КРО типу «Арлі Берк» ВМС США, серії IIa з 127/62-мм АУ. шістьдесят шостий корабель цього типу в складі ВМС США, будівництво яких було схвалено Конгресом США.

## Назва
7 травня 2012 року міністр ВМС США Рей Мабус оголосив, що корабель буде називатися «Thomas Hudner» на честь військово-морського льотчика США Thomas Hudner, який був нагороджений Медаллю Пошани за свої дії в Корейській війні.

## Будівництво
Контракт на будівництво корабля вартістю 663 млн доларів США був підписаний 28 лютого 2012 року з суднобудівною компанією Bath Iron Works, яка розташована на річці Кеннебек в Баті, штат Мен.
Перше різання сталі для будівництва корабля було розпочато 15 лютого 2013 року. 16 листопада 2015 року відбулася церемонія закладки кіля. Спонсором корабля стала пані Барбара Міллер, дружина віце-адмірала Майкла Міллера, колишнього начальника військово-морської академії. 1 квітня 2017 року відбулася церемонія хрещення. 23 квітня був спущений на воду. 31 березня 2018 року успішно завершив заводські випробування, які тривали чотири дні. 3 травня завершив приймальні випробування, які протягом дня проходили біля узбережжя штату Мен. 15 червня був переданий ВМС США. 1 грудня введений в експлуатацію, церемонія якої відбулася в Бостоні, штат Массачусетс. 

## Бойова служба
В серпні 2020 року корабель взяв участь у міжнародних навчаннях NANOOK-TUUGAALIK 2020, біля берегів Канади.
20 березня 2021 року ракетний есмінець USS Thomas Hudner (DDG 116) Військово-морського флоту США почав захід у Чорне море. Це вже другий бойовий корабель США, який прямує до Чорного моря. За день до того у регіон прибув ракетний крейсер USS Monterey (CG-61). Американські військові наголосили на тому, що їх кораблі перебувають у Чорному морі для підтримки союзників та партнерів. Очікується участь кораблів у навчаннях Sea Shield 21 (укр. «Морський щит 21»), у яких візьмуть участь понад 2000 військових з 7 країн НАТО, також буде залучено 18 бойових кораблів та 10 літаків.
Від Іспанії у навчаннях беруть участь ракетні фрегати Méndez Núñez (F-104) та Cristobal Colón (F-105), що перед цим зайшли у Чорне море. Греція відправила на Sea Shield 21 свій ракетний катер HS Ypoploiarchos Kristallidis (P 69) типу Roussen, який пройшов Босфор 19 березня 2021 року.
17 липня 2021 року повернувся до свого порту приписки на військово-морську базу Мейпорт 17 липня після шестимісячного розгортання в районі дії 5-го і 6-го флотів США.
15 листопада 2023 року в Червоному морі з корабля було знищено БПЛА запущений хуситами з Ємена. Кілька тижнів до того, інший есмінець USS Carney (DDG-64) так само збивав літальні апарати хуситів у цьому регіоні.